# 河井重藏
河井 重藏（かわい じゅうぞう、1854年8月5日（安政元年7月12日） - 1925年（大正14年）1月26日）は、日本の政治家。河井 重蔵（かわい じゅうぞう）と表記されることもある。
静岡県会議員（2期）、衆議院議員（3期）などを歴任した。

## 来歴

### 生い立ち
1854年、遠江国佐野郡上張村（のちの静岡県掛川市）にて生まれた。

### 政治家として
静岡県会議員選挙に立候補し当選を果たし、2期に渡って務めた。在任中は、静岡県磐田郡佐久間村（のちの浜松市）にて発生した久根鉱山の鉱毒事件の解決に取り組んだ。この頃、足尾銅山にて同じく鉱毒事件の解決に取り組んでいた、政治家の田中正造と知り合う。1897年に足尾銅山を視察に訪れた際には、田中が案内役を買って出ている。また、河井が選挙に立候補した際に田中が応援に駆けつけるなど、親密な交友が続いた。また、静岡県佐野郡掛川町（のちの掛川市）への東海道本線の誘致運動を展開した。1901年から1902年にかけては、同じく憲政本党に所属していた衆議院議員の島田三郎らとともに、立憲政友会の政治腐敗を追及した。
その後、第7回衆議院議員総選挙に立候補し、当選を果たした。さらに、第9回衆議院議員総選挙においても当選を果たした。また、松浦五兵衛と沢田寧の退任にともない、1909年に衆議院議員に補欠当選するなど、3期に渡って務めた。これらの活動から「遠州の熱血児」などと呼ばれることもあった。

## 政策・主張

### 農林水産
農政分野について積極的に取り組んでおり、地元の山林問題について取り組んだ。また、短冊状の苗代の問題点を指摘する「短冊苗代亡国論」を展開するなど、活発な主張を展開した。没後、食糧問題に関する政策は『食糧問題に對する卑見』として纏められ、息子の河井彌八により書籍化された。

### 経済産業
静岡県佐野郡掛川町に鉄道を敷設するよう説き、東海道本線の誘致運動を展開した。また、産業の育成を図るため、掛川銀行の設立に尽力した。

### 文教科学技術
地元である静岡県小笠郡南郷村（上張村が他村と合併して発足。のちの掛川市）の青少年に教育の機会を与えようと、尋常小学校の設立に奔走した。その結果、1901年4月に、南郷村立尋常小学校の開校に漕ぎ着けた。なお、このとき建設された校舎は、その後も南郷公民館や南郷地域生涯学習センターに転用されるなど、112年間に渡って使用し続けられた。この旧校舎は2013年1月に取り壊されることになり、入居していた南郷地域生涯学習センターは、河井の生家跡地に移転することになった。

### 環境
静岡県磐田郡佐久間村にて発生した久根鉱毒事件に関心を持ち、その解決に奔走した。1897年には、久根鉱山での採掘を停止させるよう建議した。この建議を静岡県会に提出し、本会議にて採択させることに成功した。

## 人物
新聞を愛読しており、家族や近所の者にも回覧させていた。そのうえで、読み終わった新聞を、自宅の土蔵の中に保存していた。その結果、土蔵の中には、『静岡民友新聞』など明治年間から大正年間にかけての新聞が、多数蓄積されることになった。この新聞のコレクションは、1957年に河井家より静岡大学附属図書館に寄贈された。後年、静岡大学の春山俊夫の手により「河井家寄贈新聞目録」として整理、分類されている。
政治家の田中正造とは、同じ憲政本党に所属した政治家同士ており、両者とも鉱毒事件の対策に取り組んでいた。これらの経緯から交友が深く、書簡のやり取りなども行っていた。その一部は、歴史学者である由井正臣と小松裕が編纂した書簡集などにも収められている。一方、河井家にも、書簡など田中に纏わる文物が遺されていた。河井家から掛川市教育委員会に寄贈された資料を調査したところ、その中から田中の直筆とみられる書簡や絵が発見されている。

## 家族・親族
河井家は代々庄屋を務めていた家系であり、重藏は9代目の当主にあたる。息子の河井彌八は、内務官僚を経て宮内省で皇后宮大夫や侍従次長を務め、のちに貴族院議員や参議院議長を務めた。

## 略歴
- 1854年 - 遠江国佐野郡上張村にて誕生。
- 1902年 - 第7回衆議院議員総選挙当選（1期目）。
- 1904年 - 第9回衆議院議員総選挙当選（2期目）。
- 1909年 - 衆議院議員補欠選挙当選（3期目）。
- 1925年 - 死去。

## 著作

### 単著
- 河井重藏著『食糧問題に對する卑見』河井弥八、1926年。

## 関連人物
- 島田三郎
- 田中正造